# اچاراپاکام
اچاراپاکام (به انگلیسی: Acharapakkam) یک شهرک در هند است که در تامیل نادو واقع شده‌است.

## خصوصیات
اچاراپاکام ۹٬۰۱۳ نفر جمعیت دارد.